# Matthieu Androdias
Matthieu Pierre Androdias (ur. 11 czerwca 1990 w La Rochelle) – francuski wioślarz, srebrny medalista Mistrzostw Europy w Poznaniu w 2015 roku, uczestnik Letnich Igrzysk Olimpijskich 2012 w Londynie oraz Letnich Igrzysk Olimpijskich 2016 w Rio de Janeiro.

## Osiągnięcia
- Mistrzostwa Świata – Monachium 2007 – czwórka podwójna – 10. miejsce[1].
- Mistrzostwa Świata Juniorów – Linz 2008 – czwórka podwójna – 5. miejsce[1].
- Mistrzostwa Świata U-23 – Račice 2009 – czwórka podwójna – 4. miejsce[1].
- Mistrzostwa Europy – Montemor-o-Velho 2010 – jedynka – nie ukończył[1].
- Mistrzostwa świata – Bled 2011 – czwórka podwójna – 13. miejsce[1].
- Igrzyska Olimpijskie – Londyn 2012 – czwórka podwójna – 10. miejsce[1].
- Mistrzostwa Europy – Varese 2012 – czwórka podwójna – 11. miejsce[1].
- Mistrzostwa Europy – Sewilla 2013 – jedynka – 9. miejsce[1].
- Mistrzostwa Świata – Chungju 2013 – ósemka – 6. miejsce[1].
- Mistrzostwa Europy – Belgrad 2014 – ósemka – 5. miejsce[1].
- Mistrzostwa Świata – Amsterdam 2014 – ósemka – 4. miejsce[1].
- Mistrzostwa Europy – Poznań 2015 – dwójka podwójna – 2. miejsce[1].
- Mistrzostwa Świata – Aiguebelette-le-Lac 2015 – dwójka podwójna – 6. miejsce[1].
- Mistrzostwa Europy – Brandenburg 2016 – dwójka podwójna – 7. miejsce[1].
- Igrzyska Olimpijskie – Rio de Janeiro 2016 – dwójka podwójna – 6. miejsce[1].

## Odznaczenia
- Chevalier Orderu Legii Honorowej – 2021[2]